# Мексиканский скунс
Мексиканский скунс (лат. Mephitis macroura) — мексиканский родственник обычного скунса. Встречается также на юге США — в Аризоне, Нью-Мексико и Техасе; населяет кустарниковые и травянистые равнины.
Внешне он очень похож на своего сородича, полосатого скунса, но мех у него длиннее и мягче. За длинные волосы на шее его называют «капюшонным скунсом». Различают два вида окраса мексиканского скунса. Первый, более распространённый: полностью белая спина, а низ тела, морда и ноги чёрные; второй — всё животное чёрное, но по его бокам идут две тонкие полосы. Низ хвоста зачастую белый. Мексиканский скунс мельче полосатого — взрослые самцы весят обычно 800—900 г.
Животное ведёт ночной образ жизни, а днём отсыпается в густой растительности или в норе. Питается насекомыми, мелкими грызунами, растениями, среди которых бо́льшая часть приходится на плоды опунции. Сезон размножения мексиканских скунсов длится с середины февраля по конец марта. В помёте обычно 3 детёныша.